# Kalocsay Géza
Kalocsay Géza (Beregszász, 1913. május 30. – Budapest, 2008. szeptember 26.) labdarúgó, labdarúgóedző. A prágai Károly Egyetemen jogi diplomát szerzett. Csehszlovák és magyar válogatott. Az első válogatott labdarúgó, aki világbajnoki ezüstérmet szerzett, csehszlovák színekben, az 1934-es olaszországi világbajnokságon. Játékos pályafutása után sikeres edzőként dolgozott több országban is. A magyar labdarúgóedzők egyik kiemelkedő alakja volt. Halálakor a legidősebb válogatott labdarúgó volt.

## Pályafutása

### Játékosként
Szülővárosában kezdi az aktív labdarúgást. 1932-től öt idényen át Prágában játszott. Ezzel egy időben a prágai Károly Egyetem joghallgatója volt. 1935-ben közép-európai kupagyőztes, 1936-ban csehszlovák bajnok. A csehszlovák válogatottban 3 alkalommal szerepelt. Tagja az 1934-es olaszországi labdarúgó-világbajnokságon ezüstérmet szerzett csapatnak. Bár pályára nem lépett - vetélytársa a kor egyik legjobb balszélsője Antonín Puč volt -, de érmet kapott.
1937 és 1939 között Franciaországban Lilleben játszott, ahol a második idényben a francia kupadöntőben másodikat lettek. Tagja volt a francia ligaválogatottnak is.
Ezt követően négy magyar csapatban szerepelt. Kispesti játékosként lett kétszeres magyar válogatott, a Ferencvárossal magyar bajnok, az Újpesttel pedig második helyezést ért el. 1943-ban visszatért Kárpátaljára és az UAC-ban folytatta rendkívül eredményes karrierjét játékos-edzőként. Ez a csapat az 1943/1944-es szezonban az ő hathatós közreműködésével első lett az NB II Északi csoportjában és bejutott az első osztályba. 1945-ben ungvári játékosként fejezi be az aktív pályafutását.

### Edzőként
1946-tól 35 éven át hat országban dolgozott. Legkiemelkedőbb edzői eredményei: a Partizan Beograd-dal jugoszláv kupagyőztes, a Standard Liège-zsel belga bajnok, az Újpesti Dózsával KEK elődöntős, a Górnik Zabrze-val kétszeres lengyel bajnok és egyszeres lengyel kupagyőztes volt. Ez a csapat lett utána KEK döntős a következő idényben. Utolsó edzői állomásán az egyiptomi Al Ahly Nationalnál is sikeres: kétszeres bajnok és egyszeres kupagyőztes.
Magyarországon dolgozott: Nyíregyházán, Pápán, Debrecenben, Szegeden, a Vasas Izzónál, Pécsett, Újpesten, az FTC-vel, a Videotonnal és az MTK-VM-mel. Összesen 230 magyar bajnoki mérkőzésen ült a kispadon.
1954-ben a világbajnokságon Sebes Gusztáv tanácsadója volt.

## Sikerei, díjai

### Játékosként
Sparta Praha
- Csehszlovák bajnok: 1935-1936
- Közép-Európa kupagyőztes: 1934-1935

Ferencváros
- Magyar bajnok: 1940-1941

Újpest
- 2. hely: 1942

### Edzőként
Partizan Beograd
- Jugoszláv kupa: 1957

Standard Liège
- Belga bajnok: 1960-1961

Újpesti Dózsa
- KEK elődöntős 1961-1962

Górnik Zabrze
- Lengyel bajnok: 1965-1966, 1966-1967
- Lengyel kupa: 1967-1968

Al Ahly National
- Egyiptomi bajnok: 1979-1980, 1980-1981
- Egyiptomi kupa: 1980-1981
- Bajnokcsapatok Afrika kupája elődöntős: 1979-1980
- Beregszász díszpolgára, 1998
- Mesteredző (1970)

## Statisztika

### Mérkőzései a csehszlovák válogatottban
| Csehszlovákia | Csehszlovákia        | Csehszlovákia                   | Csehszlovákia | Csehszlovákia | Csehszlovákia | Csehszlovákia | Csehszlovákia | Csehszlovákia |
| #             | Dátum                | Helyszín                        | Hazai         | Eredmény      | Vendég        | Kiírás        | Gólok         | Esemény       |
| ------------- | -------------------- | ------------------------------- | ------------- | ------------- | ------------- | ------------- | ------------- | ------------- |
| 1.            | 1933. április 9.     | Bécs                            | Ausztria      | 1 – 2         | Csehszlovákia | barátságos    | -             |               |
| 2.            | 1935. április 14.    | Prága                           | Csehszlovákia | 0 – 0         | Ausztria      | Európa-kupa   | -             |               |
| 3.            | 1935. szeptember 22. | Budapest, Hungária körúti pálya | Magyarország  | 1 – 0         | Csehszlovákia | Európa-kupa   | -             |               |
|               | Összesen             |                                 |               | 3             | mérkőzés      |               | 0             | gól           |

### Mérkőzései a magyar válogatottban

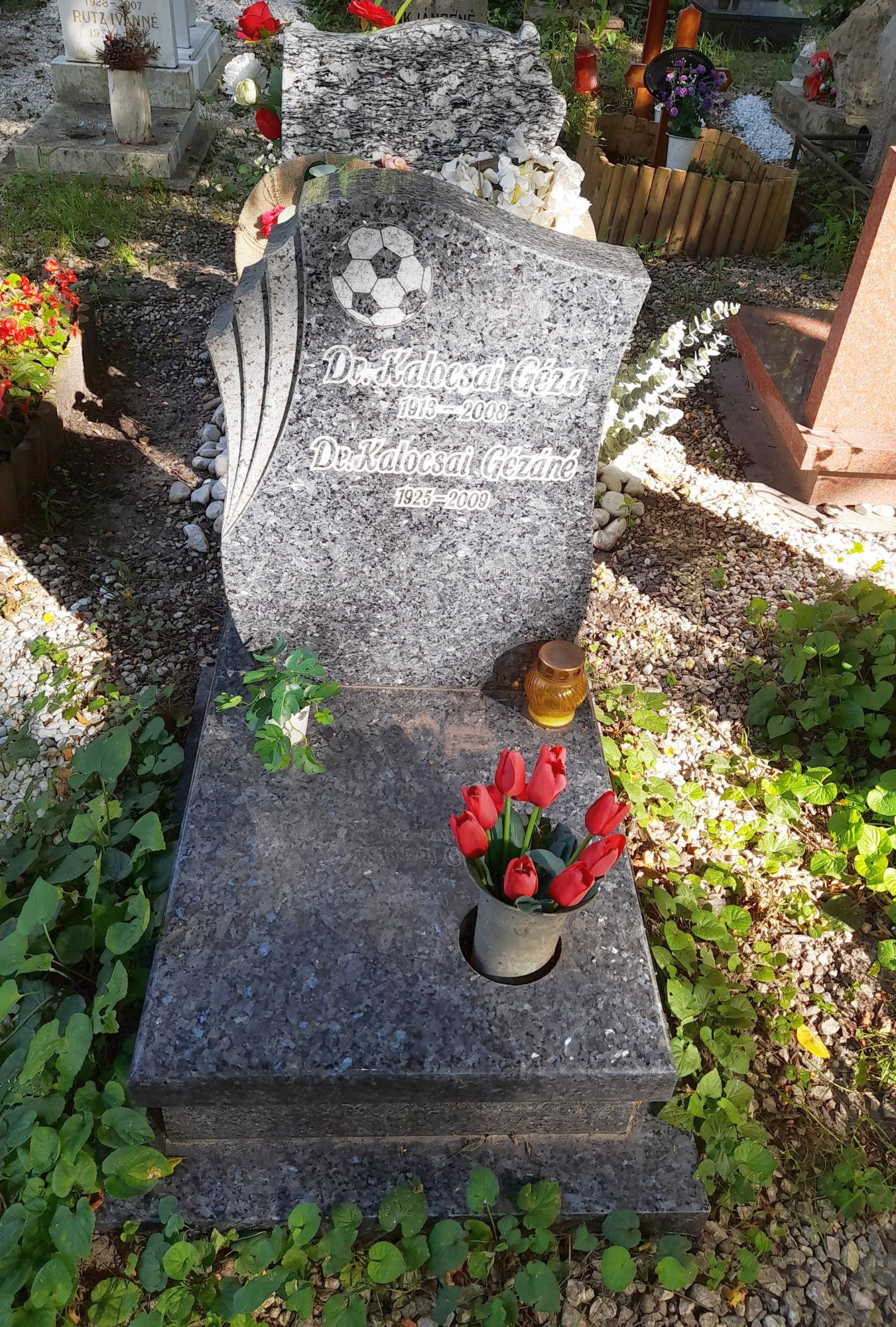
Sírja a Megyeri temetőben (62-05. parcella)

| Magyarország | Magyarország      | Magyarország              | Magyarország | Magyarország | Magyarország | Magyarország | Magyarország | Magyarország |
| #            | Dátum             | Helyszín                  | Hazai        | Eredmény     | Vendég       | Kiírás       | Gólok        | Esemény      |
| ------------ | ----------------- | ------------------------- | ------------ | ------------ | ------------ | ------------ | ------------ | ------------ |
| 1.           | 1940. március 31. | Budapest, Üllői úti pálya | Magyarország | 3 – 0        | Svájc        | Európa-kupa  | -            |              |
| 2.           | 1940. április 7.  | Berlin, Olimpiai Stadion  | Németország  | 2 – 2        | Magyarország | barátságos   | -            |              |
|              | Összesen          |                           |              | 2            | mérkőzés     |              | 0            | gól          |